# Casa Batlle (Olèrdola)
La Casa Batlle és un edifici del municipi d'Olèrdola (Alt Penedès) que forma part de l'Inventari del Patrimoni Arquitectònic de Catalunya.

## Descripció
És una casa entre mitgeres i fent cantonada, composta de planta baixa, dos pisos i torratxa. Balcó fent cantonada el primer pis. Tribuna al segon pis, formant part del coronament. Utilització del totxo vist, de la ceràmica vidriada i decorada, de relleus de morter i baranes de ferro treballat al pla. Llenguatge a cavall del modernisme i del noucentisme. El seu origen s'ha de situar entre els anys 1915 i 1920.